# زمو-موناستری
زمو-موناستری (به لاتین: Zemo-Monasteri) یک منطقهٔ مسکونی در گرجستان است. زمو-موناستری ۵۰ نفر جمعیت دارد.